# 福岡警固教会

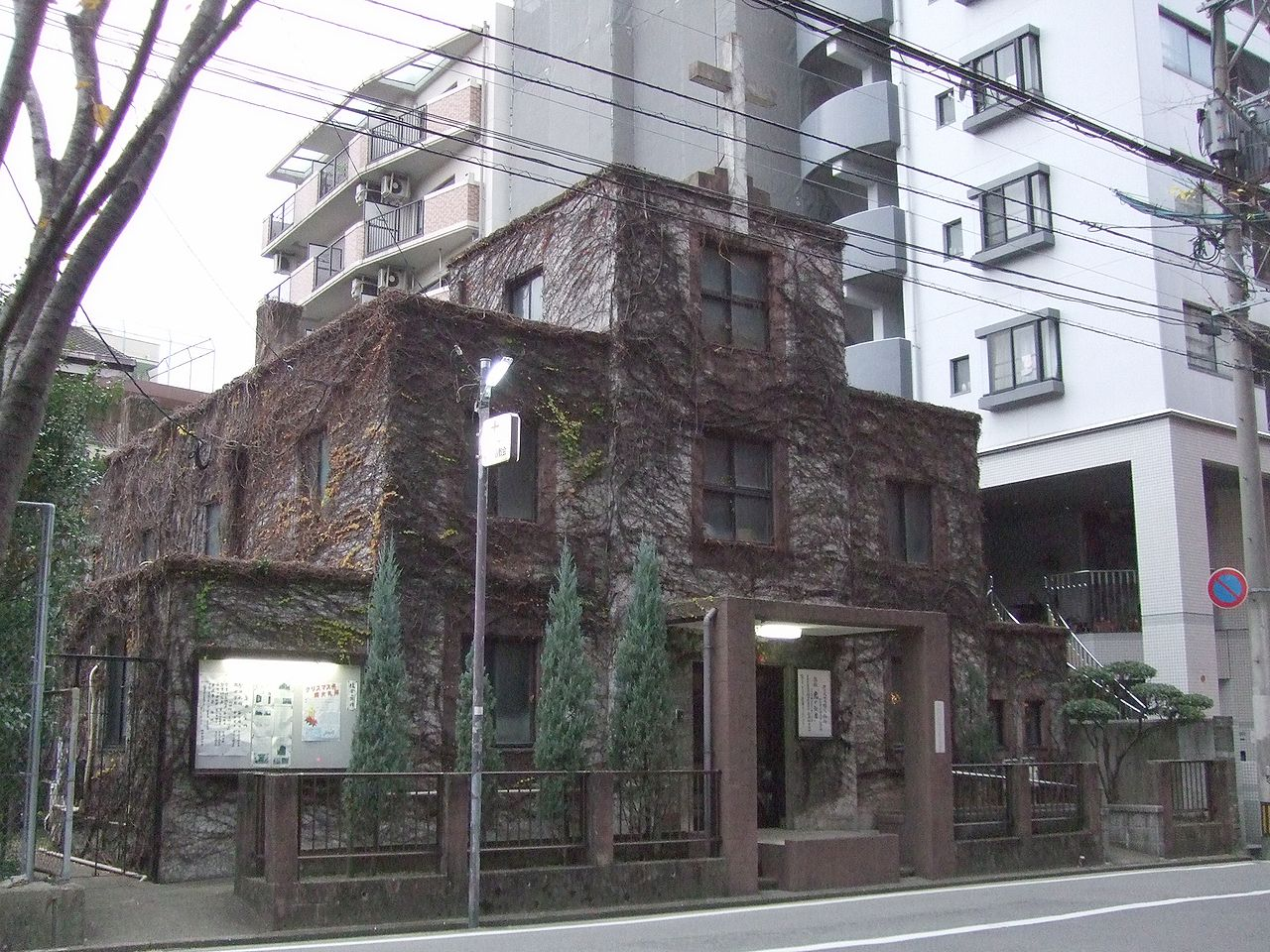
福岡警固教会

福岡警固教会（ふくおかけごきょうかい）は、福岡県福岡市中央区にある、日本基督教団の教会である。
1877年の西南戦争で西郷軍に福岡から呼応し、参加した36名の者は政府軍の勝利後に兵庫監獄に投獄させられた。この人たちに伝道したのが、神戸基督教会（現、日本基督教団神戸教会）員たちであった。
最初にキリスト教に入信したのは長瀬半次郎であった。長瀬は獄死したが、その死にざまを見て大神範造、安永寿らの数名が信仰を告白し、出獄後に郷里福岡で伝道をし教会を建設した。
1879年12月に同志社の神学生であった不破唯次郎が大神と安永に招かれて福岡に赴任し、日本組合基督教会の伝道が始まった。1880年3月、福岡本町に講義所を設けて、大神は行商をしながら不破を助けた。
1885年6月7日、福岡市呉服町（現、福岡市中央区大名）に会堂を建築して、教会設立式を行った。1886年に不破が転任すると、教会は危機に陥ったが、1888年の沢村重雄の着任で安定した。
1906年にから牧会を始めた中村正路の時代には、大平得三、荒川文六、今中次麿、佐野勝也らの九州帝国大学らが中心になり充実した活動を行った。1929年には中村鎮が設計した現在の改堂を建設した。1939年には中村牧師が転任する。
野瀬正二牧師の時代に、福岡玉川教会が独立した。

## 歴代牧師
- 不破唯次郎
- 沢村重雄
- 中村正路
- 西原勇
- 野瀬正二